# 菊池契月

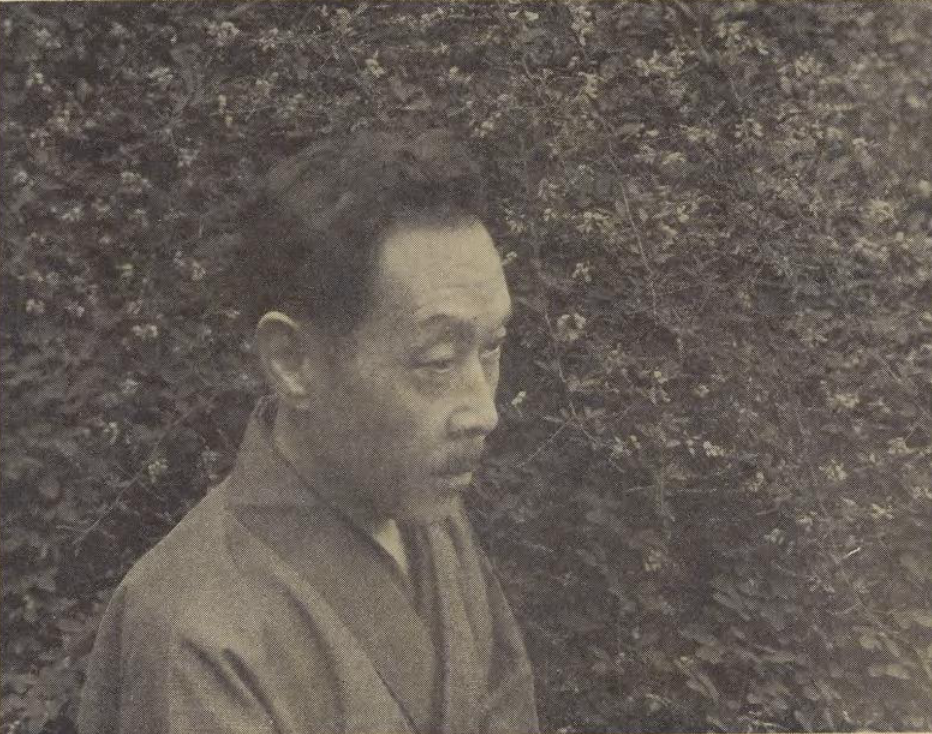
菊池契月

菊池 契月（きくち けいげつ、1879年11月14日 - 1955年9月9日）は、明治後期から昭和中期にかけての日本画家。本名菊池（旧姓細野）完爾。

## 明治時代

### 生い立ちと少年時代
1879年（明治12年）11月14日、長野県下高井郡中野町（現在の中野市）で素封家の細野勝太郎・はつ夫妻の次男として生まれる。少年時代から絵を描くことを好み、1892年（明治25年）、13歳で山ノ内町の渋温泉在住の南画家・児玉果亭に入門、「契月」の画号を与えられる。小学校高等科卒業後は呉服屋、製糸工場、町役場で勤務し、そのかたわら中野町に滞在中であった高島雪松に私淑。やがて画家として立つことへの思いが止み難いものとなり、1896年（明治29年）、妹の結婚式のどさくさに紛れて同郷の友人・町田曲江とともに 故郷を出奔、京都に出て南画家・内海吉堂に入門。しかし、二人はその画風を受け入れることができずにいた。これを察してか二人の画力と性格を見抜いた吉堂は、契月に京都の日本画家・菊池芳文を紹介。翌1897年（明治30年）に、18歳でのその門下に加わった。因みに町田曲江は寺崎廣業の門下となった。

### 「菊池契月」として
菊池芳文は幸野楳嶺門下。同門の竹内栖鳳・谷口香嶠・都路華香とともに「門下の四天王」とも呼ばれた、京都画壇正統の四条派の画法を会得していた画家である。彼のもとで研鑽を積み、入門の翌年の1898年（明治31年）には第4回新古美術品展で『文殊』が一等賞を得、さらにその翌年には第2回絵画共進会展に出品した『資忠決死』も一等賞となる。その後も毎年受賞を重ね、1906年（明治39年）27歳で芳文の娘・アキと結婚、菊池家の婿養子となり、以後菊池姓を名乗った。夫妻の間に1908年（明治41年）に生まれた長男・菊池一雄は長じて彫刻家、1911年（明治44年）に生まれた次男・菊池隆は日本画家となった。創設されたばかりの文部省美術展覧会（文展）でも、1908年の第2回展で『名士弔葬』が二等賞、翌年の第3回展で『悪童の童』が3等賞、その翌年の第4回展では『供燈』で二等賞を受賞。同作は1911年にローマで開催された万国芸術博覧会にも出品。またこの年には京都市立絵画専門学校の助教諭となった。

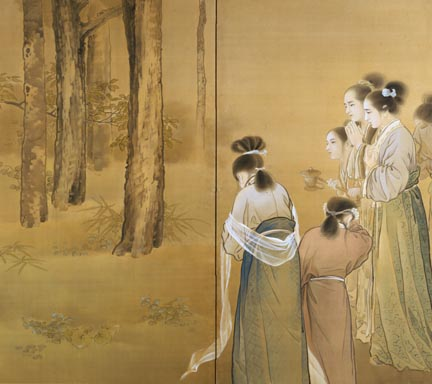
「名士弔葬」1908年　右側

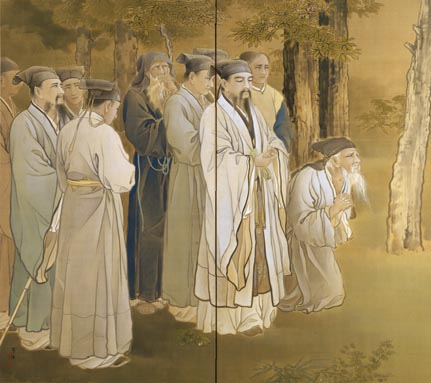
「名士弔葬」1908年　左側

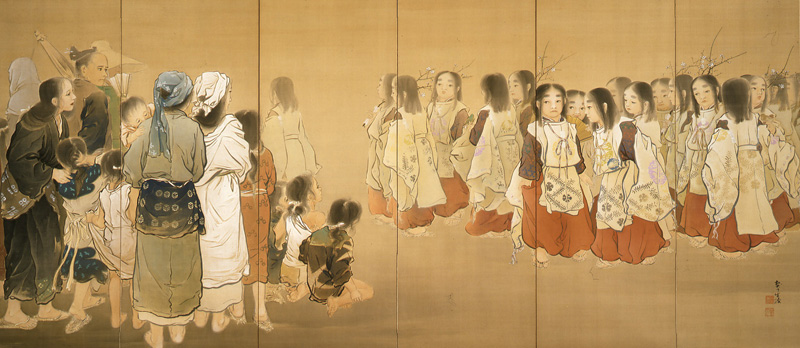
「悪者の童」1909年

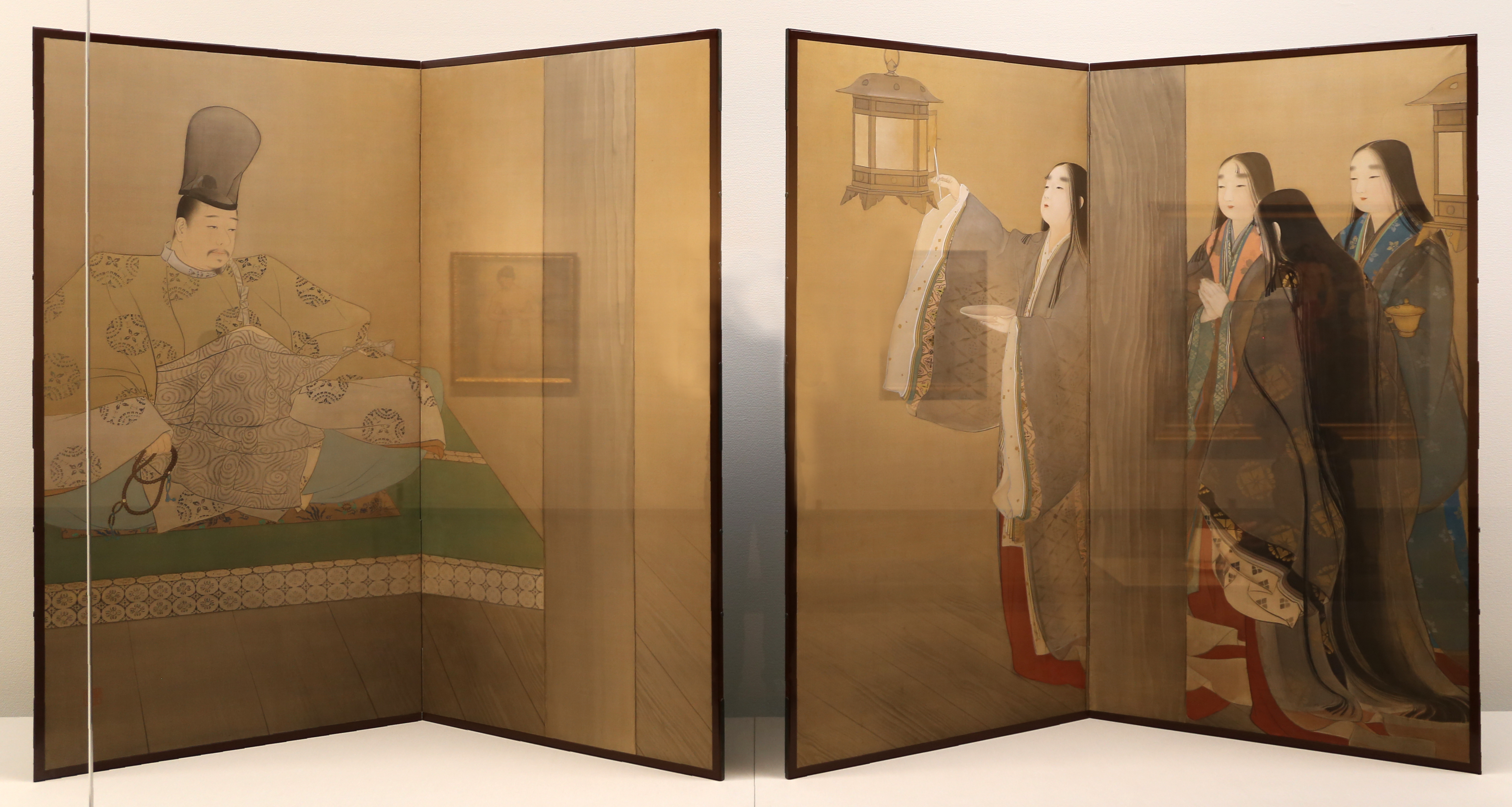
「供燈」1910年

## 大正時代

### 画風の確立を目指して
大正期に入ると、それまでの歴史上の故事に取材した作品にかわって、身辺の風物を題材とした作品が主流を占めるようになり、1913年（大正2年）の『鉄漿蜻蛉』（おはぐろとんぼ）、1914年（大正3年）の『ゆふべ』、『媼』、1916年（大正5年）の『花野』などが生み出された。同じ年に文展の永久無鑑査作家、翌年には絵画専門学校の助教授に昇進している。1918年（大正7年）に師であり、義父でもある芳文が死去すると、師の後継者として「菊池塾」の主宰者となり、同年には絵画専門学校の教授、さらに文展の審査員にも就任した。文展が翌年帝展に改組されたのちも、引き続いて審査委員をつとめている。このように、画壇での地位を着実に高めていきながらも、1920年（大正9年）の『少女』では、それ以前の作品に見られなかった鮮烈な色彩、不気味なまでに生々しい写実的表現が見られ、師匠から受け継いだ四条派の伝統を墨守するだけでなく、それを踏まえたうえで新しい独自の画風を確立しようとする姿勢が窺える。

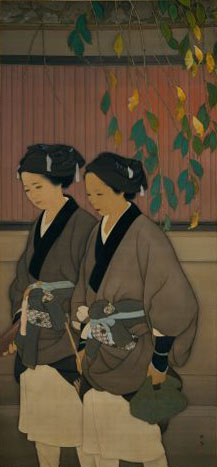
「契月」1918年

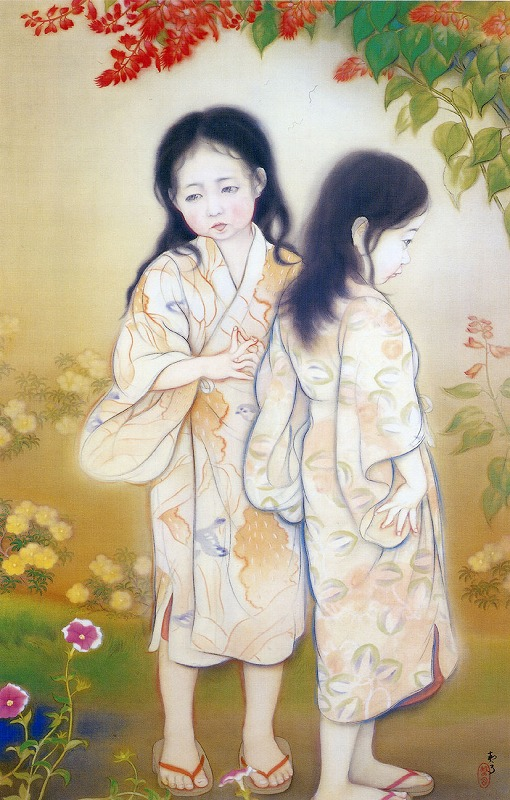
「少女」1920年

### ヨーロッパ留学
1922年（大正11年）、京都市から美学者の中井宗太郎、画家の入江波光とともにヨーロッパへの視察出張に派遣された。1年ほどに及んだ欧州滞在の間、フランス、イタリアを中心に各地を訪問、特にルネサンス期のフレスコ画や肖像画に深い感銘を受け、チマブーエやジョットのいくつもの作品を模写した。こうした経験によって古典的作品の偉大さや価値を再認識し、帰国後も仏教美術・大和絵・浮世絵の諸作を研究し、収集した。こうした行動の成果は1924年（大正13年）の『立女』や、翌年の『春風払絃』となって結実。前者では奈良時代の絵画からの影響、後者では浮世絵からのそれが、それぞれフレスコ画調の晴朗な色彩と融和している。こうした作風は1928年（昭和3年）の『南波照間』（はいはてろま）で到達点に達したとみなされている。この作品の完成には同年の沖縄旅行で受けた感銘も大きく関わっている。なおこの作品は1986年（昭和61年）4月に発行された「切手趣味週間」記念切手の図柄として採用されている。

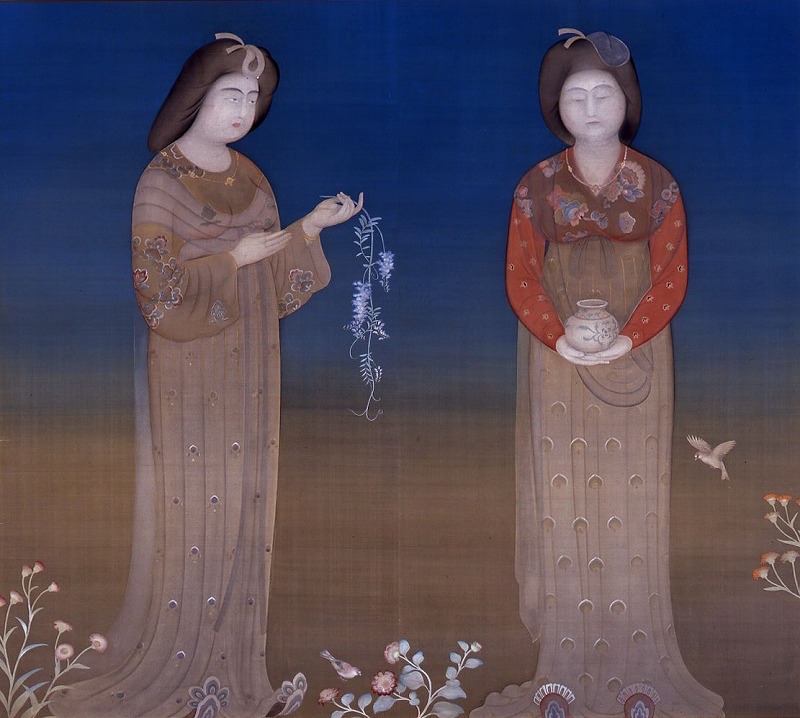
「立女」1924年

## 昭和時代

### 白描画を描く
昭和に入るころからは、こうした傾向の作品と並行して、均一でクールな線と抑制された控えめな色彩による白描画風の諸作が生み出されるようになり、作品に二つの系統が認められるようになる。こうした路線の最初は1927年（昭和2年）の『敦盛』で、1930年（昭和5年）の『婦女』、翌年の『朱唇』、さらにその翌年の『少女』がそれに続き、1933年（昭和8年）の『涅歯』（はぐろめ）で完成の域に達したと考えられている。契月はこの前年の1932年（昭和7年）には京都市立絵画専門学校と京都市立美術工芸学校両校の校長となったが、この1933年にはそれらの職を退いて絵画専門学校専任の教授となった。またこの頃には若い女性の姿がしばしば画題となった。なかでも特筆すべきは、その当時の風俗に則って描かれた、1934年（昭和9年）の『散策』であろう。こうした作品の誕生には同時期の息子・一雄の結婚が大きく影響している考えられる。また同年12月3日には帝室技芸員となった。

### 大戦中の創作活動
1936年（昭和11年）には絵画専門学校の教授を退官、その翌年には帝国芸術院の会員となったが、この前後の時期から当時の日本を巡る情勢を反映してか、倶利伽羅峠の戦いに取材した1935年（昭和10年）の『松明牛』、戦場での武士同士の交流を描いた。1937年（昭和12年）、この年から始まった新文展の審査員に就任。1938年（昭和13年）の『交歓』などといった、戦（いくさ）を題材とした作品が目立つようになる。特に1941年（昭和16年）の日米開戦以降は、日本画家報国会による軍用機献納展や、帝国芸術院会員による戦艦献納展などといった展覧会に作品を出品し、地位と名声のある画家として、戦争画を通じて戦時下における銃後の志気高揚に協力した。1943年（昭和18年）の『小楠公弟兄』（しょうなんこう おととえ）も、皇室に対する忠誠心と、敵と果敢に戦う強い意志をあらわす偶像といわれていた武将・楠木正成の二人の息子の姿を描いている。

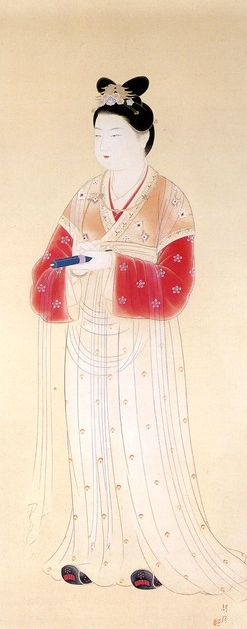
「光明皇后」1944年

### 戦後と晩年
1945年（昭和20年）の終戦後は、同年の『富士出現』を最後として大規模な作品の制作からは遠ざかった。やはり同年の作である『小堀遠州』は水墨画風の洒脱や軽妙を見せるもので、菊池が新たな境地を切り開いたことを示す。以後はこうした小品が創作の中心となったが、その背景には、持病の高血圧症の悪化による体調不良もあった。1947年（昭和22年）に日本芸術院会員、1950年（昭和25年）には京都市立美術大学名誉教授、1954年（昭和29年）には京都市名誉市民となり、同年には平等院鳳凰堂の壁画模写の指導にあたった。その翌年の1955年（昭和30年）9月9日、脳塞栓により自宅で死去、75歳没。絶筆は『源氏物語挿図』。京都市美術館で市民葬が営まれ、死の翌年には京都と東京で遺作展が開催された。

## 主な作品
| 作品名       | 技法         | 形状・員数 | 寸法（縦x横cm）   | 所有者               | 年代                 | 出品展覧会        | 落款・印章 | 備考                                     |
| ------------ | ------------ | ---------- | ----------------- | -------------------- | -------------------- | ----------------- | ---------- | ---------------------------------------- |
| 福原故事     | 絹本著色     | 1幅        | 155.0x84.0        | 中野市教育委員会     | 1899年（明治32年）   |                   |            |                                          |
| 垓下別離     | 絹本著色     | 1幅        | 226.0x145.0       | 中野市教育委員会     | 1901年（明治34年）   | 第7回新古美術品展 |            |                                          |
| 車匿童子訣別 | 絹本著色     | 1幅        | 168.5x114.0       | 常楽寺               | 1901年（明治34年）   |                   |            |                                          |
| 寂光院       | 絹本著色     | 1幅        | 219.0x145.0       | 長野県立美術館       | 1902年（明治35年）   | 第8回新古美術品展 |            |                                          |
| 落花         | 絹本著色     | 六曲一隻   | 153.0x334.0       | 水野美術館           | 1904年（明治37年）   | 第9回新古美術品展 |            |                                          |
| 姜詩妻       |              |            |                   | 京都市学校歴史博物館 | 1907年（明治40年）頃 |                   |            | 明倫小学校（現在の京都芸術センター）旧蔵 |
| 名士弔葬     | 絹本著色     | 二曲一双   | 167.0x187.0（各） | 東京国立近代美術館   | 1908年（明治41年）   | 第2回文展         |            |                                          |
| 悪者の童     | 絹本著色     | 六曲一隻   | 158.0x360.0       | 個人                 | 1909年（明治42年）   | 第3回文展         |            |                                          |
| 供燈         | 絹本著色     | 二曲一双   | 161.0x174.0（各） | 東京国立近代美術館   | 1910年（明治43年）   | 第4回文展         |            |                                          |
| 鉄奬蜻蛉     | 絹本著色     | 六曲一双   | 158.0x359.0（各） | 東京国立近代美術館   | 1913年（大正2年）    | 第7回文展         |            |                                          |
| ゆふべ       | 絹本著色     | 二曲一双   | 157.5x172.0（各） | 京都国立近代美術館   | 1914年（大正3年）    | 第8回文展二等賞   |            |                                          |
| 媼（春寒）   | 絹本著色     | 1幅        | 140.0x70.0        | 長野県立美術館       | 1914年（大正3年）    | 大正博覧会        |            |                                          |
| 蓮華         | 絹本著色     | 六曲一双   | 173.6x377.2（各） | 京都国立近代美術館   | 1917年（大正6年）    | 第11回文展        |            |                                          |
| 夕至         | 絹本著色     | 1幅        | 216.0x101.5       | 京都国立近代美術館   | 1918年（大正7年）    | 第12回文展        |            |                                          |
| 少女         | 絹本著色     | 1幅        | 157.0x101.5       | 京都国立近代美術館   | 1920年（大正9年）    | 第2回帝展         |            |                                          |
| 鶴           | 絹本著色     | 1幅        | 190.0x114.2       | 平安神宮             | 1921年（大正10年）   | 第2回帝展         |            |                                          |
| 立女         | 絹本著色     | 額装1面    | 154.5x170.5       | 長野県立美術館       | 1924年（大正13年）   | 第5回帝展         |            |                                          |
| 経政         | 絹本著色     | 額装1面    | 182.0x118.0       | 京都市美術館         | 1926年（大正15年）   | 第2回菊池塾展     |            |                                          |
| 赤童子       | 絹本著色     | 額装1面    | 235.0x118.0       | 京都市美術館         | 1926年（大正15年）   | 第7回帝展         |            |                                          |
| 敦盛         | 絹本著色     | 額装1面    | 198.0x86.0        | 京都市美術館         | 1927年（昭和2年）    | 第3回菊池塾展     |            |                                          |
| 南波照間     | 絹本著色     | 額装1面    | 224.0x176.0       | 京都市美術館         | 1928年（昭和3年）    | 第9回帝展         |            |                                          |
| 桜           | 紙本墨画淡彩 | 1幅        | 171.0x94.5        | 京都国立近代美術館   | 1929年（昭和4年）    | 第5回菊池塾展     |            |                                          |
| 朱唇         | 絹本著色     | 額装1面    | 112.5x88.2        | 京都国立近代美術館   | 1931年（昭和6年）    | 第7回菊池塾展     |            |                                          |
| 少女         | 絹本著色     | 額装1面    | 118.5x145.5       | 京都市美術館         | 1932年（昭和7年）    | 第8回菊池塾展     |            |                                          |
| 少女         | 絹本著色     | 額装1面    | 118.5x145.5       | 京都市美術館         | 1932年（昭和7年）    | 第8回菊池塾展     |            |                                          |
| 友禅の少女   | 絹本著色     | 額装1面    | 152.0x88.0        | 京都市美術館         | 1933年（昭和8年）    | 第9回菊池塾展     |            |                                          |
| 涅歯         | 紙本墨画淡彩 | 額装1面    | 152.0x88.0        | 東京国立近代美術館   | 1933年（昭和8年）    | 第4回七絃会展     |            |                                          |
| 早苗         | 紙本墨画淡彩 | 額装1面    | 170.0x75.5        | 京都市美術館         | 1934年（昭和9年）    | 第5回七絃会展     |            |                                          |
| 散策         | 絹本著色     | 額装1面    | 173.0x173.5       | 京都市美術館         | 1934年（昭和9年）    | 第15回帝展        |            |                                          |
| 麦挋         | 絹本著色     | 額装1面    | 196.0x111.7       | 東京国立近代美術館   | 1937年（昭和12年）   | 第1回新文展       |            |                                          |
| 朝爽         | 絹本著色     | 1幅        | 149.8x72.1        | 京都国立近代美術館   | 1937年（昭和12年）   | 第3回珊々会展     |            |                                          |
| 交歓         | 紙本墨画淡彩 | 額装1面    | 220.5x145.0       | 京都市美術館         | 1938年（昭和13年）   | 第2回新文展       |            |                                          |
| 忠度         | 絹本著色     | 1幅        | 150.0x72.0        | 個人                 | 1939年（昭和14年）   | 第10回七絃会展    |            |                                          |
| 菊           | 絹本著色     | 1幅        | 64.0x73.3         | 東京国立近代美術館   | 1942年（昭和17年）   | 献納展            |            |                                          |
| 紫騮         | 紙本著色     | 六曲一隻   | 170.0x378.0       | 京都市美術館         | 1942年（昭和17年）   | 第7回京都市展     |            |                                          |
| 北政所       | 絹本著色     | 額装1面    | 185.5x112.0       | 大阪市立美術館       | 1943年（昭和18年）   | 関西邦画展        |            |                                          |
| 小楠公弟兄   | 紙本著色     | 額装1面    | 172.0x113.0       | 京都市美術館         | 1943年（昭和18年）   | 第8回京都市展     |            |                                          |
| 光明皇后     | 絹本著色     | 1幅        | 142.0x57.5        | 長野県立美術館       | 1944年（昭和19年）   | 日本文化顕揚展    |            |                                          |
| 被衣         | 絹本著色     | 1幅        | 57.5x67.8         | 個人                 | 1947年（昭和22年）   | 肩交会展          |            |                                          |

## 画集
- 菊池契月画集 菊池一雄編 美術出版社 1956
- 菊池契月画集 今泉篤男ほか編集 求龍堂 1982

## 展覧会図録
- 「菊池契月遺作展」東京国立近代美術館（1956年）
- 「菊池契月名作展 信州が生んだ巨星」信濃美術館（1969年）
- 「菊池契月展」京都国立近代美術館編 京都新聞社（1982年）
- 「菊池契月展」佐野美術館（1988年）
- 「菊池契月とその系譜」京都市美術館、京都新聞社（1999年）
- 「菊池契月展 信州が生んだ京都画壇の煌めき 没後50年記念」長野県信濃美術館編（2006年）
- 「菊池契月展　生誕130年記念」富山県水墨美術館、三重県立美術館ほか（2009～2010年）
- 「菊池契月展　没後60年」笠岡市立竹喬美術館（2015年）

## 脚註
1. ↑  雑誌「中央美術」 大正5年12月号
2. ↑  『官報』第2378号、昭和9年12月4日。
3. ↑  審査員の顔ぶれ内定『東京朝日新聞』（昭和12年7月27日）『昭和ニュース事典第7巻 昭和14年-昭和16年』本編p665 昭和ニュース事典編纂委員会 毎日コミュニケーションズ刊 1994年
4. ↑  京都市：京都市名誉市民 菊池完爾氏［菊池契月］
5. ↑  「教訓を伝える「姜詩妻」」京都市学校歴史博物館編 『学びやタイムスリップ 近代京都の学校史・美術史』 京都新聞出版センター、2016年10月31日、pp.94-96、ISBN 978-4-7638-0690-1。